# Šinkiči Kikuči
Šinkiči Kikuči (japonsko 菊池 新吉), japonski nogometaš, * 12. april 1967.
Za japonsko reprezentanco je odigral 7 uradnih tekem.